# Makdha
Makdha (em árabe: ماقضة) é uma cidade e comuna localizada na província de Mascara, Argélia. Segundo o censo de 2008, a população total da cidade era de 5 235 habitantes.